# ديف ساندز
ديف ساندز (بالإنجليزية: Dave Sands)‏ مواليد 04 فبراير 1926 في نيوساوث ويلز - الوفاة 11 أغسطس 1952 في نيوساوث ويلز، أستراليا، كان ملاكم أسترالي سابق صنّف ضمن فئة الوزن الثقيل.

## إحصائيات
خاض خلال مسيرته 100 نزالا، فاز في 87 وتعادل في 1 وخسر في 10. فاز بالضربة القاضية في 52 نزالا.